# Zalewo (gemeente)
De gemeente Zalewo is een stad- en landgemeente in het Poolse woiwodschap Ermland-Mazurië, in powiat Iławski.
De zetel van de gemeente is in Zalewo.
Op 30 juni 2004 telde de gemeente 6997 inwoners.

## Oppervlakte gegevens
In 2002 bedroeg de totale oppervlakte van gemeente Zalewo 254,34 km², waarvan:
- agrarisch gebied: 53%
- bossen: 19%

De gemeente beslaat 18,36% van de totale oppervlakte van de powiat.

## Demografie
Stand op 30 juni 2004:
| Omschrijving                   | Totaal | Totaal | Vrouwen | Vrouwen | Mannen | Mannen |
| ------------------------------ | ------ | ------ | ------- | ------- | ------ | ------ |
| eenheid                        | aantal | %      | aantal  | %       | aantal | %      |
| inwoners                       | 6997   | 100    | 3562    | 50,9    | 3435   | 49,1   |
| bevolkingsdichtheid (inw./km²) | 27,5   | 27,5   | 14      | 14      | 13,5   | 13,5   |

In 2002 bedroeg het gemiddelde inkomen per inwoner 1443,24 zł.

## Plaatsen in de gemeente
- Rudnia
- Urowo
- Zalewo

## Aangrenzende gemeenten
Iława, Małdyty, Miłomłyn, Stary Dzierzgoń, Susz